# هما سلطانی
هما سلطانی (زاده ۱۳۵۳ ولایت غزنی) سیاستمدار افغانستان و نماینده مردم ولایت غزنی در دوره شانزدهم مجلس نمایندگان است.

## زندگی‌نامه
هما سلطانی زاده ۱۳۵۳ متولد منطقه خیرخانه کابل می‌باشد. ایشان تحصیلات ابتدایی خود را در لیسه عالی عایشه درانی در سال ۱۳۶۸ به پایان رسانید و در سال ۱۳۸۲ از دانشگاه کابل در رشته مهندسی/اینجنیری فارغ‌التحصیل گردید.

## حمایت از طالبان
هما سلطانی در صفحه فیس‌بوک خود در سال ۱۳۹۴ پس از حمله طالبان به یک اتوبوس  حامل کارمندان کابورا پرودکشن، قربانیان این حمله را انسان‌های پلید و حمله کننده انتحاری را شهید خطاب کرد که مورد اعتراض بسیاری از مردم افغانستان قرار گرفت.

## دیگر فعالیت‌ها
دیگر فعالیت‌های ایشان:
- بنیانگذار مؤسسه دفاع از آزادی بیان.
- معلم در لیسه نسوان شهدا در غزنی.
- رئیس بخش زنان کمیسیون مستقل حقوق بشر افغانستان (۱۳۸۴–۱۳۸۸)